# 楊靜瑟
楊靜瑟（1965年－），中華民國空軍中將退役，國立政治大學外交所戰略與國際事務專班碩士、空軍官校68期1987年班（民國76年班）畢業，駐外武官、幻象2000戰鬥機首批種子教官出身，也是首位獲列席美國中央情報局總部會談的國軍將領，深諳法國、日本、美國、菲律賓與臺灣之間的軍事外交，曾任國防部軍情局長，參謀本部情報參謀次長、空軍官校校長、空軍499聯隊政戰主任、總統府侍從武官、駐菲律賓代表處武官、駐日代表處副武官等職。2015年1月1日晉升少將、2021年1月1日晉升中將。

## 學歷
楊靜瑟1987年畢業自中華民國空軍官校68期，後續並分別於2001年及2008年修畢國防大學空軍指揮參謀學院及戰爭學院課程。同在2008年，他取得國立政治大學外交所戰略與國際事務專班碩士學位，論文以《論日本發展新型戰機對東亞空軍戰力影響之研究》為題。

## 空軍經歷

Yang Jing-se in the air force school (2019-06-08)

杨静瑟自空軍官校畢業後於1987年任官。1996年法国对台军售60架幻象2000，由沈一鸣中校带队去法国第戎空軍基地，杨静瑟是第一批前往秘密训练的8名台湾飞行员之一，法国军方的飞行员训练直到1997年5月1日结束。
马英九政府执政年间，幻象战机在2013年的例行训练失事，杨静瑟以空军第499战术战斗机联队政战主任负责检修事宜，他初步判断是系统故障。
2018年12月1日，楊靜瑟接任空軍軍官學校第46任校長，任期至2020年7月31日。2020年8月，杨静瑟接任國防部參謀本部情報次長，2021年元旦晋升空军中将生效。
2022年2月23日，参谋本部宣布，杨静瑟替代羅德民中將，出任國防部军事情報局长，并于3月1日生效。

## 備註
1. ↑  同期畢業之將領有曹進平、黃志偉、姜光華、魯非凡、唐洪安等